# معالجة البذور الزراعية
تعتبر معالجة الحبوب «البذور» باضافة مادة لهت من تقنيات إنتاج البذور في الزراعة والبستنة والتي تصنف حسب كمية المواد ونوع المواد المضافة للبذرة، والتي يمكن تقسيمها إلى:
- تغليف للبذور، يحتوي عادة على «واقي» (مبيد آفات) يوضع على البذور وفي بعض الاحيان توضع بعض الألوان.
- طلاء البذور، طبقة من الغشاء الرقيق الطلي علي سطح البذرة عادة بنسبة تقل عن 10٪ من كتلة البذرة الأصلية.
- تغطيه البذور، حيث تكون المادة المضافة كغلاف عادةً بين 100٪ – 500٪ من كتلة البذور الأصلية، لكن الشكل لا يزال قابل للتمييز.
- تكوير البذور، حيث تكون المادة المضافة كغلاف سميكة جدًا بحيث لا يمكن تمييز شكل البذور الأصلي.

يوفر علاج البذور الوظائف التالية:
- بالنسبة للتغليفات التي تحتوي على مبيدات الآفات، يمكن أن يكون حلا أكثر ملاءمة للبيئة، حيث يمكن أن تكون كميات المبيادات المستخدمة صغيرة جدًا.[2][3]
- يجعل اللون البذور المعالجة أقل جاذبية للطيور، ويسهل رؤيتها وتنظيفها في حالة الانسكاب العرضي.[4]
- يمكن للغلاف السميك أن يحسن المناولة باليد أو بالآلة. قد تساعد الطلاءات الرقيقة أيضًا في خصائص مثل قابلية التدفق والطفو.[5]
- قد تستوعب الطلاءات السميكة ميزات إضافية مثل الأسمدة والهرمونات النباتية والميكروبات المفيدة للنبات والبوليمرات التي تحتفظ بالماء.[1][6][7]

تتطلب عمليه اضافه المواد الكيميائية للبذور آليات ومتطلبات سلامه محدده. في بعض الحالات تكفي آليات مثل خلاطة الاسمنت لاضافة مواد مغلفة غير سامه للبذور. يستخدم مصطلح «تغليف البذور» أيضًا للإشارة إلى عملية إزالة القشور وبذور الحشائش والقش من مخزون البذور.

## تاريخ تغليف ومعالجة البذور
أقدم تغليف للبذور كان باستخدام الزئبق العضوي المستخدم لمكافحة الآفات مثل تفحم الشوفان وفتات القمح. هذه التقنية كانت تستخدم منذ ثلاثينيات القرن العشرون ولكنها كانت غير فعالة في أنواع الحصيفيات و المغزوليات التي تعد من مسببات الأمراض للعديد من المحاصيل بما في ذلك القطن والذرة وفول الصويا. لذلك تم تطوير الثيرام كعلاج للبذور في الأربعينيات من القرن العشرون لتوسيع نطاق الأمراض التي يمكن السيطرة عليها. في عام 1949، قامت موسسه ICI بتسويق معالجة البذور بالاسم التجاري Mergamma A، والتي تحتوي على 1 ٪ زئبق و 20 ٪ ليندين، وهو مثال مبكر لمنتج مصمم لحماية البذور من هجوم الفطريات والحشرات.

## إضافة المبيد بيولوجي
قامت فرنسا بحظر استخدام المبيد الحشري علي بذور الذرة وهو مبيد بذور من عائلة المبيدات الحشرية والتي اشارت الي ان استخدامه اثر بشكل واضح علي اعداد النحل.
اشارت أيضا الي ان الغبار المتناثر من البذور المعالجة بالمبيدات الحشرية له اثر علي حياة وسلامه النحل وخاصه في فترات تدفق وحصاد العسل.
تمت بعض المعالجات علي خواص المبيدات الالتصاقية للحد من تناثرها في الهواء بعد تكسر المركبات بقيادة من ألمانيا وهولندا في الفترة 2009-الي 2012. المزيد من المعلومات حول معالجات الحبوبيمكن الاطلاع عليها عبر قواعد بيانات الجهات المسجلة لها.
من أجل التأهل للحصول على شهادة العضوية من وزارة الزراعة الأمريكية، يجب على المزارعين البحث عن البذور العضوية. في حالة تعزر الحصول علي بذور عضوية فانه يسمح لهم بذور مستحدثة غير معالجة. لا يسمح باستخدام البذور المعالجة بالمبيدات الحشرية ومبيدات الآفات.

## بذور تحافظ علي الماء
في بعض الاحيان يتم إضافة بوليمرات تساعد البذور علي امتصاص الماء في حاله الجفاف أو علي الاقل تساعد البذور علي تجاوز فتره الجفاف. تم استخدام هذا النوع من البذور في الصناعة.

## الاسمدة
تغليف البذور عبر إضافة جرعه من السماد في العادة مغذيات دقيقة للنبات أو مغذيات دقيقة بطيئى التحرر.

## تلقيح
يمكن أن يسمح طلاء البذور السميك بدرجة كافية بزراعة بذور مُلقحة مسبقًا بالميكروبات التكافلية مثل الريزوبيا للبقوليات. تلعب صياغة مواصفات البلاستر الخاص بالطلاء دورا كبيرا في الحفاظ علي هذه الميكروبات التكافلية.
ان الصيغ الحديثة لهذه الطلاءات (اعتبارًا من عام 2019) تجعل البذور قادرة على الحفاظ على التجمعات الميكروبية لمدة 9 أشهر، وهو ما يتخلف قليلاً عن صلاحية البذور نفسها. على الرغم من هذه العيوب، فقد تم استخدام اللقاح في البذور المغلفة التجارية، مع الكثير من الغموض حول ما إذا كانت وكيف تحافظ على قابليتها للحياة.